# Semihaswellia umbrella
Semihaswellia umbrella är en mossdjursart som beskrevs av Gordon och Jean-Loup d'Hondt 1997. Semihaswellia umbrella ingår i släktet Semihaswellia och familjen Porinidae. Inga underarter finns listade i Catalogue of Life.